# Canale di Calais
Il canale di Calais è uno dei corsi d'acqua artificiali che collegano le vie d'acqua dell'Alta Francia alla Manica/Mare del Nord. Esso va da Ruminghem a Calais via Ardres.
È principalmente alimentato da una derivazione dell'Aa, e dalla rete dei Watringues, e comunica direttamente con i canali o corsi d'acqua seguenti:
- canale d'Ardres;
- canale d'Audruicq;
- Houlle.

## Ambiente
Dal punto di vista ambientale, questo canale può porre dei problemi a causa delle polluzioni periodiche di lenti d'acqua e come eventuali trasferimento dalla dispersione di specie acquatiche o palustri invasive (cozze zebra, giussieua peploide, ecc.), ma dovrebbe giocare un ruolo importante nella Trame verte et bleue del Pale of Calais e dell'Audomarois. È una via importante di dispersione delle anguille (specie oggi minacciata e protetta).

## Opere rimarchevoli
- Il canale sosteneva il Pont-sans-pareil costruito nel XVIII secolo che permetteva a due strade d'incrociarsi al di sopra di un incrocio di canali. Fu distrutto durante la seconda guerra mondiale.
- Ponte levatoio (chiusa quadrata di Coulogne)
- I ponti a Pont d'Arques, punto d'incrocio fluviale del Canale di Calais con il Canale d'Ardres e il Canale di Trois Cornets, oltre che ponte di diramazione stradale delle D943 e D228, due strade che s'incrociano al di sopra del crocevia di canali.

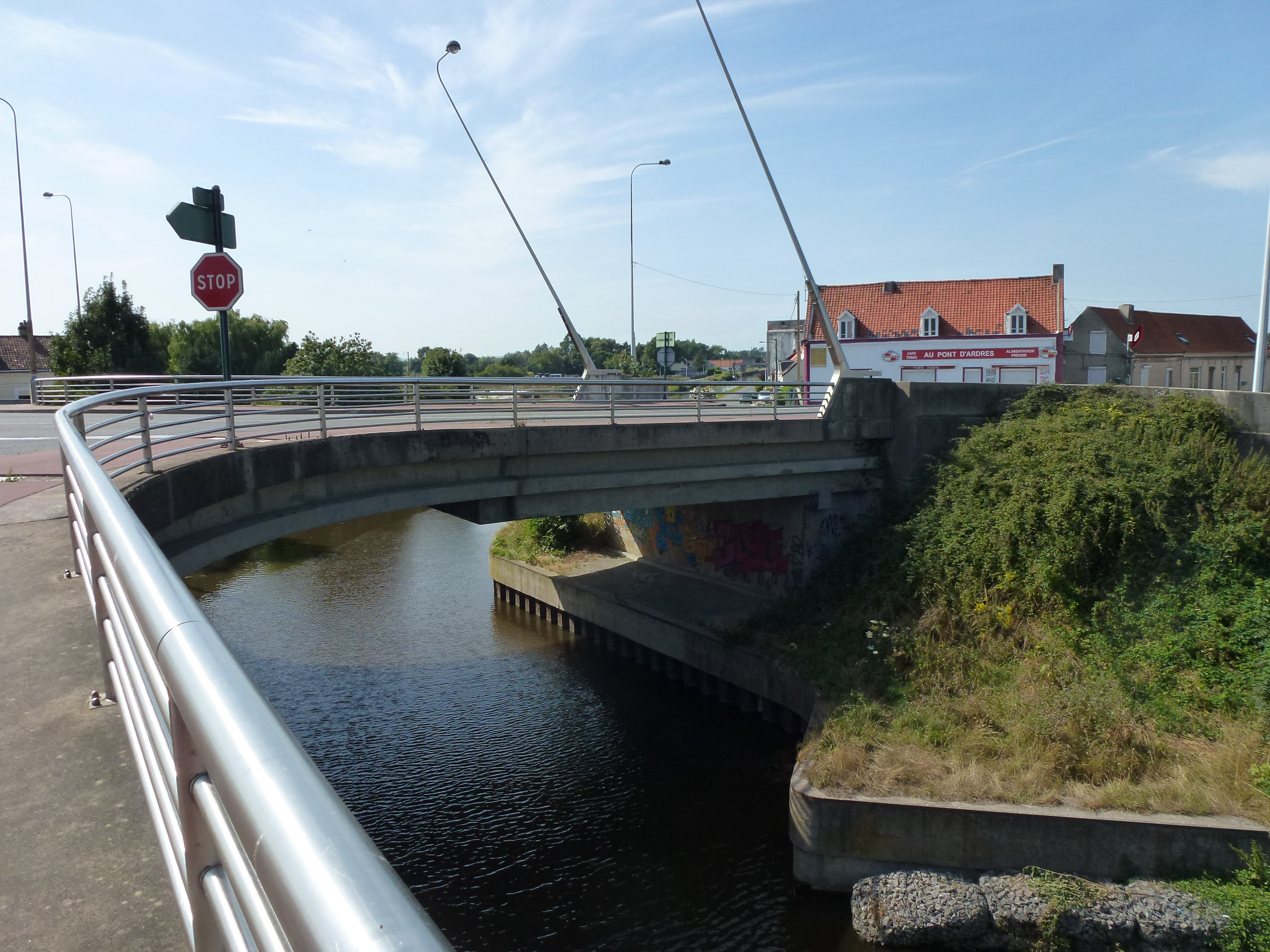
I ponti d Pont-d'Ardres
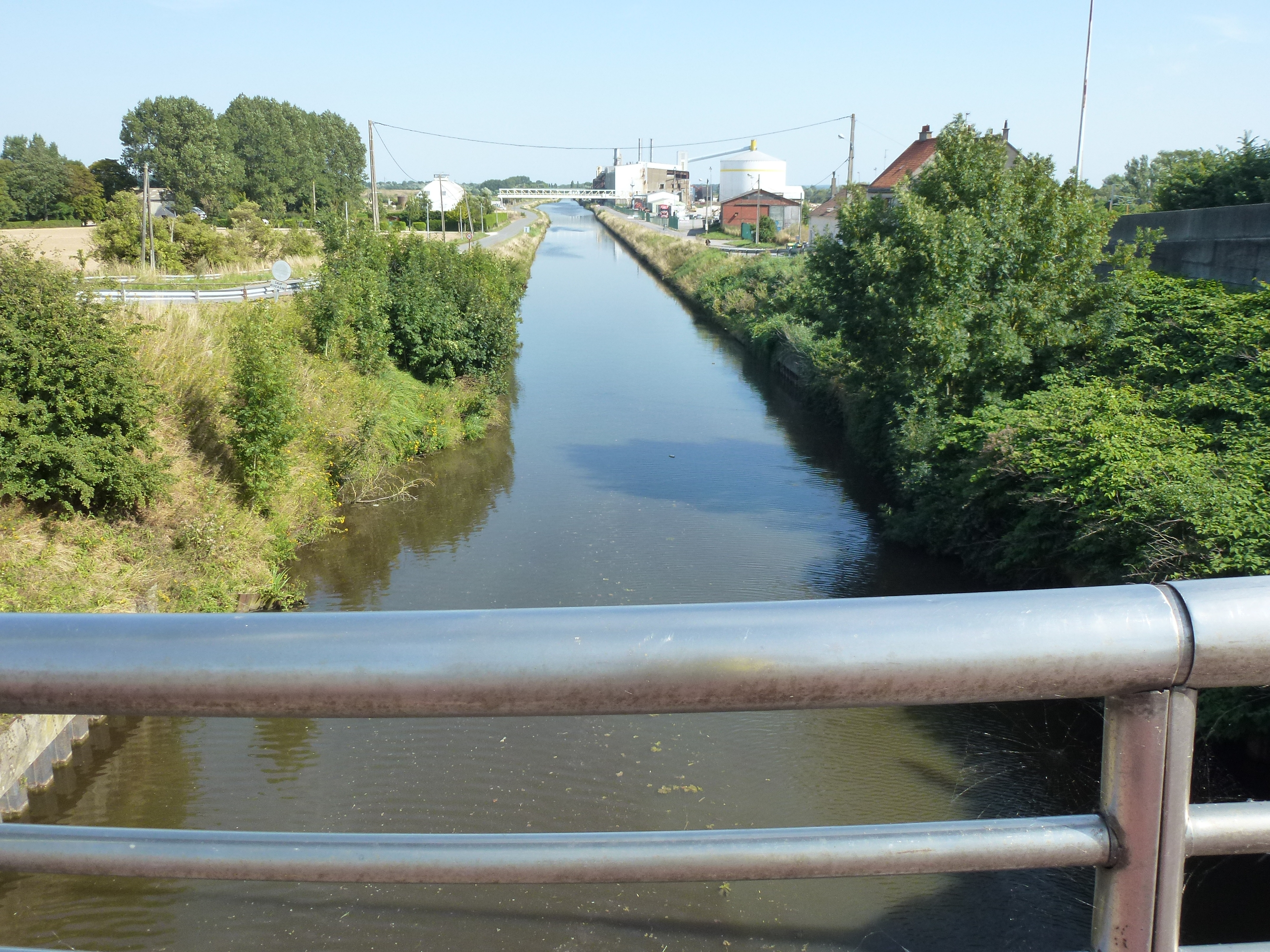
Pont-d'Ardres, Canale di Calais (est)